# Juan González Gómez
Juan González Gómez, conocido también como Obijuan, es un ingeniero doctor en informática y telecomunicaciones nacido el 18 de enero de 1973 en Madrid, España y reconocido públicamente por haberse convertido en el primer español ganador de los O'Reilly Open Source Award 2017.

## Reseña biográfica

### Infancia
Juan nació en Madrid, España, en 1973. Desde sus primeros años Juan desarrolló su interés por las computadoras cuando sus padres le consiguieron en 1981 una consola Atari a la edad de 8 años y su primer ordenador, un ZX-Spectrum en 1983.

### Adolescencia
Desde 1987 comenzó a aprender de manera autodidacta, programando inicialmente en BASIC, Pascal, Lenguaje C y ensamblador del microprocesador 8088 sobre su primer IBM PC con 14 años. En 1989 comenzó su actividad en el mundo BBS (Bulletin Board System), previo a la existencia de internet, ejerciendo como sysop de Atomic BBS durante 3 años.

### Vida universitaria
Su interés por el mundo de la robótica y la construcción de artefactos lo empujó a ingresar en 1991 en la Escuela Técnica Superior de Ingenieros de Telecomunicaciones de la Universidad Politécnica de Madrid. Durante el periodo 1995-2001, Juan desarrolló una intensa actividad junto con Antonio Prieto-Moreno y otros estudiantes diseñando y construyendo sistemas de microcontroladores CT6811 (usando el 6811 de Motorola) y los primeros robots móviles autónomos.
Desarrollado en 1996 y comercializado en 1998, Microbot Tritt fue el primer kit de robótica educativa de España y fundaron la start-up Microbótica . Mediante la organización de talleres y concursos en diversas universidades, consiguió que alcanzase cierta repercusión social y las primeras apariciones en medios de tirada nacional acerca de estas temáticas.
Antes de terminar la carrera, Juan entró en contacto con las comunidades de software libre con GNU/Linux y fue durante la realización del servicio militar donde sus compañeros en Cádiz le acuñaron el sobrenombre de Obijuan por su afición demostrada a la saga Star Wars. Como proyecto fin de carrera, Juan construyó el primer robot de tipo gusano de España, al que denominó Cube.

## Trayectoria profesional

### Resumen cronológico
Se desligó de la actividad empresarial en Microbótica, si bien continuó creando robots y dando talleres en su tiempo libre, y en 2001 se matriculó en los cursos de doctorado de la Universidad Autónoma de Madrid (UAM) con el Prof. Eduardo Boemo.
En 2008 Juan finalmente leyó su tesis Robótica Modular y Locomoción: Aplicación a robot Ápodos
 con la que consiguió el grado de Doctor Europeo con calificación cum laude. A lo largo de los años, Juan compaginó sus desarrollos personales con sus actividades docentes como profesor e investigador, por ejemplo en la Universidad Pontificia de Salamanca en Madrid, donde sus apuntes, que publicó con licencia libre en internet, gozaron de gran popularidad, o en la UAM durante 5 años, época en la que participó activamente presentando en congresos internacionales sus principales líneas de investigación en robótica.
En 2010 ingresó como profesor visitante en el grupo Robotics Labs en la Universidad Carlos III de Madrid por dos años, donde fue pionero al impartir robótica modular en un curso de grado y en organizar el primer taller de robots modulares en España.
En 2012 se incorporó de manera temporal como investigador en el grupo de robótica y cibernética del UPM-CAR.
En 2013 Juan se incorporó a la empresa BQ con el fin de poner en marcha su línea de impresión 3D, y a lo largo de los años se convirtió en el director de I+D de BQ, donde consiguió reunir a su alrededor un gran elenco de jóvenes talentos. Todas las investigaciones de aquella prolífica época fueron publicadas en abierto con  licencia libre CC-BY-SA. En esta época Juan dio la conocida charla "Yo, maker" en TEDxValladolid así como "Makers, SA" en la Fundación Telefónica.
En 2016 comenzaron a cancelarse proyectos debido a dificultades financieras en la compañía y Juan abandonó BQ.
En junio de 2017, Juan se convirtió en el primer español ganador de los O'Reilly Open Source Award 2017, que se conceden a aquellas personas que "hayan destacado por su dedicación, innovación, liderazgo y contribución extraordinaria al software libre".
En la actualidad Juan compagina sus actividades en el TecnoLab de la Asociación La Rueca, ONG dirigida a personas en riesgo de exclusión, con FPGAwars su nuevo proyecto de desarrollo y divulgación de tecnología FPGA, la "impresora 3D de circuitos digitales" como el propio Juan la denomina.

### Especializaciones

#### Robótica educativa
Durante el doctorado (2001-2008), Juan y Antonio Prieto-Moreno empezaron a publicar todos sus proyectos personales en su wiki iearobotics.com, documentando todo con una licencia libre, entre otros: 
- el proyecto Labobot (2003): controlador de servos a través de una FPGA
- Cube Reloaded (2003): nueva generación de robots modulares. Posteriormente evolucionarían con versiones mejoradas Cuber Revolutions e Hypercube.
- el robot Skybot (2004): que fue inicialmente utilizado en la Campus Party de 2005 y usaba la placa libre Skypic. En 2008, el video demostrativo de manejo de SkyBot mediante una wii-board publicado por Hackday[20] alcanzó rápidamente las 50.000 visitas.

También publicó desarrollos muy notables sobre el problema de las configuraciones mínimas, es decir, o cómo encontrar el robot modular con el menor número posible de módulos y que sea capaz de desplazarse.  También destaca su tesis sobre cómo el uso de osciladores muy sencillos de pueden generar movimientos muy suaves, naturales y complejos en robots, que por ejemplo actualmente se utilizan en robots educativos como Zowi.
Durante 2009 mejoró los robots modulares, anteriormente controlados desde ordenador, para que fueran autónomos, contribuyendo asimismo con hardware libre con mejoras en la electrónica de la placa Skypic diseñadas en Kicad. Al año siguiente pudo conocer en persona a investigadores internacionales de referencia, incluyendo a Mark YIM, el padre de los robots modulares y siguió consiguiendo repercusión a nivel internacional en medios. También se completó el primer prototipo de la tarjeta Skymega, que utilizaba el mismo microprocesador que las placas de Arduino y sería el cerebro de toda la saga de printbots (robot imprimibles) que diseñaría en 2011.
Finalmente, diseñó la primera versión del robot imprimible Miniskybot, rediseñado con OpenSCAD, el primer robot móvil imprimible del mundo y que fue presentado ante el mundo científico con el artículo A New Open Source 3D-printable Mobile Robotic Platform for Education en el Congreso Amire 2011 en Alemania. La primera tele-copia del Miniskybot la realizó CW Kreimer en Pittsburg (EE. UU.) al mes de haberlo publicado en Thingiverse.
En 2012 Juan desarrolló la siguiente versión Miniskybot 2.0 y la biblioteca Ardusnake para mover robots con Arduino y la tarjeta Skymega, que posteriormente jugó un papel fundamental en el movimiento de Zowi y otros robots educativos comerciales. También trabajó en el Robodraw .
Durante su época en BQ, Juan y su equipo desarrollaron con éxito productos innovadores con reconocimiento en el mercado de la robótica educativa, entre los que destacan:
- Printbots comerciales: Renacuajo, Beetle, Evolution, Zowi
- Printbots prototipos: Kame, Mini-kame, Thor, Ioki, Maus
- Otros: Sunrise, Dextra, Machinehub, Drakkar, MotioSuit, Miniblip, Rainbow

#### Impresión 3D
En 2009 conoció en persona en Medialab-Prado (Madrid) a Adrian Bowyer, el padre del proyecto RepRap iniciado en 2004 que permitió abrir la tecnología de la impresión 3D a la comunidad mundial, y asistió al primer taller de montaje de una impresora 3D (modelo Darwin) impartido por Zach Smith, uno de los que serían fundadores de Makerbot y Thingiverse (actualmente el principal repositorio de objetos digitales, con cerca de 800.000). Este encuentro inspiró profundamente a Juan, quien junto a Antonio Prieto-Moreno, recibió ese mismo año la impresora Makerbot #8 del mundo y pudo comenzar a diseñar e imprimir en casa los módulos Y1 que eran la pieza básica de los robots modulares de su tesis.
Juan adquirió la octava impresora 3D desmontable del mundo fabricada por Makerbot y editó una serie de 63 video-tutoriales en castellano en los que se explicaba paso a paso la construcción de un modelo Prusa 2.
El 10 de junio de 2009 imprimió el primer robot imprimible del mundo en tan solo 4 horas (vs. el plazo de mínimo una semana que tenía anteriormente) y ya en 2010, sucedieron dos hechos con repercusión: Juan entró en contacto con la asociación de estudiantes ASROB y con las herramientas libres OpenSCAD y FreeCAD (sobre los que crearía posteriormente sus series más conocidas de microtutoriales). 
En 2011 con la ayuda del empuje entusiasta del grupo ASROB, Juan puso en marcha la primera impresora 3D a disposición de los estudiantes en la universidad, una Thing-o-matic de Makerbot que fue bautizada como "MADRE" y en abril se lanzó oficialmente el proyecto CloneWars, la mayor comunidad de impresión 3D RepRap en España. Rápidamente apareció la idea del Banco de Piezas y para el mes de septiembre ya había 28 impresoras clon en construcción, de las cuales la denominada como "R2D2" fue el primer clon operativo en diciembre de 2011 y que realizó numerosas donaciones a lo largo de su vida. Para noviembre de 2012, en las OSHWCon ya había 42 clones en la comunidad.
En mayo de 2012 Juan empezó a publicar en la Obijuan Academy su primera serie de microtutoriales, lo que se reconocería como una de sus contribuciones más apreciadas por la comunidad. Las temáticas incluían tanto la divulgación del uso práctico de herramientas libres de diseño CAD, comenzando inicialmente con OpenScad (14 videos, con casi 110.000 visualizaciones), como series completas para enseñar a construir una Prusa I2 (63 videos, con casi 780.000 visualizaciones) desde cero. En 2014 vendría la segunda temporada de OpenSCAD (28 videos, 65.000 visualizaciones) y la primera temporada de FreeCAD (40 videos, casi 1.010.000 visualizaciones) junto con una contribución de más de 200 piezas diseñadas para su biblioteca pública. En 2015, la segunda temporada de FreeCAD (34 videos, casi 240.000 visualizaciones).
Durante la época en BQ, Juan y su equipo desarrollaron con éxito productos innovadores con reconocimiento en el mercado de la impresión 3D, entre los que destacan:
- Impresoras 3D comerciales: Witbox, Witbox 2, Prusa Hephestos y Hephestos 2
- Electrónica: Zum
- Escanner: Ciclop, Horus
- CNC: Cyclone

#### FPGAs
En 2015 Juan comenzó a trabajar con FPGAs, atraído por las posibilidades de la apertura de esta tecnología gracias al trabajo de Claire Wolf, en el proyecto IceStorm. Claire Wolf documentó mediante ingeniería inversa el formato del bitstream para una familia de FPGAs (las iCE40 de Lattice) y construyó herramientas con licencias de software libre para síntesis y P&R de HDL (Verilog o VHDL), hasta la carga del bitstream en el chip.

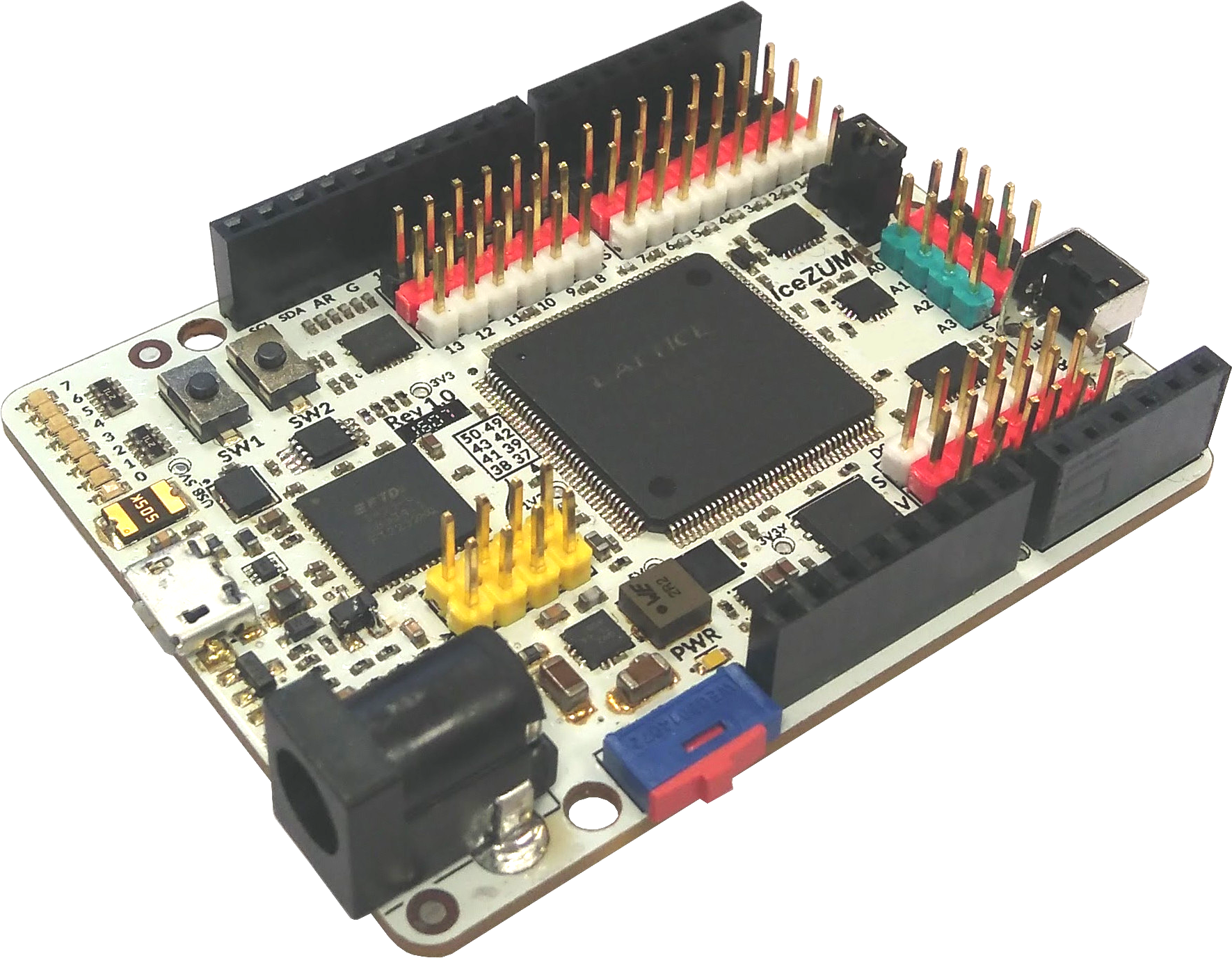
Icezum Alhambra Open FPGA electronic board

En 2015 escribió tutoriales sobre el lenguaje de descripción hardware Verilog y junto con Eladio Delgado en Granada, comercializó la placa Icezum Alhambra para facilitar el uso de las FPGAs en la construcción de robots. En paralelo, Jesús Arroyo comenzó a trabajar en IceStudio, una herramienta gráfica libre para generar Verilog.
Al igual que en caso de CloneWars, se creó el grupo FPGAwars para generar una comunidad de interés alrededor de este tema. Actualmente este grupo tiene 368 miembros de habla hispana y ha permitido mediante un micromecenazgo la financiación de una primera y segunda tiradas de Icezum Alhambra de 100 y 250 placas respectivamente.

### Trabajo actual
Actualmente, la actividad de Juan se centra en la promoción y desarrollo de FPGAs, a través de la creación de FPGAWars, un proyecto que ofrece diseños, tutoriales y talleres con el objetivo de formar una comunidad de usuarios y difundirlo asimismo al mundo de la robótica y electrónica educativa.
Además de su trayectoria docente e investigadora en diversas Universidades (UPM, UAM, U. Carlos III, U. Pontificia de Salamanca), así como en la empresa privada (fue director de innovación y robótica en Bq), Juan también colabora en ONG como director de Fablab en el TecnoLab de la Asociación La Rueca dirigido a personas en riesgo de exclusión.
Asimismo, continuó su producción de cursos en línea abiertos (MOOC), agrupada bajo la marca Obijuan Academy, entre los que destaca como referencia para toda la comunidad maker la serie de 74 video-tutoriales de uso de la herramienta libre FreeCAD con más de 13.000 seguidores en Youtube.

## Distinciones
- Ganador de 2017 O'Reilly Open Source Award, 2017[56] que se conceden a aquellas personas que "hayan destacado por su dedicación, innovación, liderazgo y contribución extraordinaria al software libre". Juan es uno de los pioneros de la robótica educativa abierta en España.[57][58]
- Fue pionero en la difusión de la impresión 3D libre. Se le atribuye ser el fundador de la comunidad CloneWars (inspirada en la comunidad RepRap creada por Adrian Bowyer en 2004), que llegó a aunar más de 4.000 miembros de habla hispana.
- Sobresaliente cum laude por unanimidad por su Tesis doctoral con mención Europea: "Robótica Modular y Locomoción: Aplicación a Robots Ápodos", 2008.[59]
- Finalista por AIM 2007 Best Paper Award, 2007.[60]
- Industrial Robot Highly Commended Award, 2005.[61]
- Premio JCRA 2003 a la Mejor Tarjeta de Desarrollo FPGA Educativa, 2003.[62]

## Publicaciones y Bibliografía
- Carlos García-Saura, Juan González-Gómez, "Low cost educational platform for robotics, using open-source 3D printers and open-source hardware". Proceedings of ICERI2012 Conference 19th-21st November 2012, Madrid, Spain. (PDF)
- J. González-Gómez, A.Valero-Gómez, A. Prieto-Moreno, M. Abderrahim (2011), "A New Open Source 3D-printable Mobile Robotic Platform for Education (Extended version)",Book chapter. Advances in Autonomous Mini Robots. Springer Book. ISBN 978-3-642-27481-7.(PDF)
- Choukri Bensalah, Mohamed Abderrahim and Juan González Gómez, "A New Finger Inverse Kinematics Control Method For An Anthropomorphic Hand", Proc. of the 2011 IEEE International Conference on Robotics and Biomimetics, Phuket, Thailand, 7-11 Dec, 2011, pp. 1314-1319 (PDF)
- Avinash Ranganath, Juan González-Gómez, Luis Moreno Lorente (2011), "A Distributed Neural Controller for Locomotion in Linear Modular Robotic Configurations", Book chapter (VII), ISBN 978-84-7484-238-8. Centro de automática y Robótica CSIC-UPM, pp. 129-144. (PDF)
- Juan González-Gómez, "Modular Robotics and Locomotion: Application to Limbless robots". PhD Thesis. Universidad Autónoma de Madrid. November-2008 (PDF)
- Houxiang Zhang, Wei Wang, Juan González-Gómez, Jianwei Zhang. "Design and Realization of a Novel Modular Climbing Caterpillar Using Low-frequency Vibrating Passive Suckers". Advanced Robotics. Volume 23, Numbers 7-8, 2009 , pp. 889-906.
- Houxiang Zhang, Juan González-Gómez, Zhizhu Xie, Sheng Cheng, Jianwei Zhang. " Development of a Low-cost Flexible Modular Robot GZ-I". Proceeding of 2008 IEEE/ASME International Conference on Advanced Intelligent Mechatronlics, pp. 223-228, Xi'an, China, 4 - 7 June. I.S.B.N. 978-1-4244-2495-5 (PDF)
- González-Gómez, J. ,González, I. ,Gómez-Arribas F.J. and Boemo, E. Evaluation of a locomotion algorithm for worm-like robots on FPGA-embedded processors, In Lecture Notes in computer Science, vol.3985, pp. 24-29. I.S.S.N: 3-540-36708-X (PDF)
- [63]